# ميخائيل الأول رانجابي
ميخائيل الأول رانجابي ((باليونانية: Μιχαῆλ Ῥαγγαβέ)‏، Michaēl Rhangabe; ولد حوالي 770 – 11 يناير 844) كان الإمبراطور البيزنطي من 811 إلى 813.

## روابط خارجية
| ميخائيل الأول رانجابيالسلالة النقفوريةولد: حوالي 770 توفي: 11 يناير 844 |                                                                        |                 |
| ألقاب الحكم                                                             |                                                                        |                 |
| سبقه Staurakios                                                         | Byzantine Emperor 2 أكتوبر 811 – 22 يونيو 813 مع Theophylact (811–813) | تبعه ليو الخامس |